# لويس دنكان
لويس دنكان (بالإنجليزية: Lois Duncan) ‏(28 أبريل 1934 في فيلادلفيا - 15 يونيو 2016 في فلوريدا)، هي روائية وكاتبة أطفال أمريكية.

## وصلات خارجية
- لويس دنكان على موقع IMDb (الإنجليزية)
- لويس دنكان على موقع إن إن دي بي (الإنجليزية)
- لويس دنكان على موقع قاعدة بيانات الفيلم (الإنجليزية)

- الموقع الرسمي